# Norrsjön (Stöde socken, Medelpad)
Norrsjön är en sjö i Sundsvalls kommun i Medelpad och ingår i Ljungans huvudavrinningsområde. Sjön har en area på 0,709 kvadratkilometer och ligger 207,2 meter över havet. Sjön avvattnas av vattendraget Viskansbäcken.

## Delavrinningsområde
Norrsjön ingår i det delavrinningsområde (693286-153526) som SMHI kallar för Utloppet av Norrsjön. Medelhöjden är 322 meter över havet och ytan är 12,78 kvadratkilometer. Det finns inga avrinningsområden uppströms utan avrinningsområdet är högsta punkten. Viskansbäcken som avvattnar avrinningsområdet har biflödesordning 2, vilket innebär att vattnet flödar genom totalt 2 vattendrag innan det når havet efter 74 kilometer. Avrinningsområdet består mestadels av skog (81 procent). Avrinningsområdet har 0,92 kvadratkilometer vattenytor vilket ger det en sjöprocent på 7,2 procent.